# الإرهاب الأبيض (المجر)

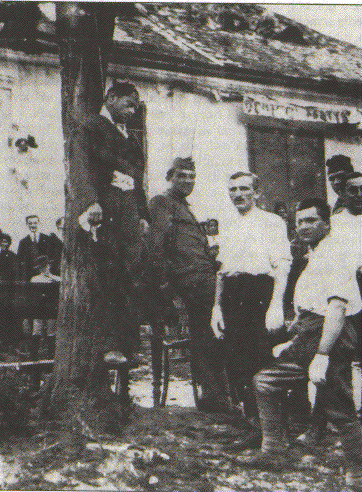

كان الإرهاب الأبيض في المجر فترة (1919-1921) من العنف القمعي استمرت لعامين من قِبَل جنود الثورة المضادة، والذي نُفذ لسحق أي معارضة مؤيدة للجمهورية المجرية السوفييتية، قصيرة الأمد، وإرهابها الأحمر. كان العديد من ضحايا الإرهاب الأبيض يهودًا. خلال فترة الإرهاب الأبيض، سُجن عشرات الآلاف دون محاكمة وقُتل نحو 1,000 شخص.

## الخلفية
في نهاية الحرب العالمية الاولى، أُجبر التكوين السياسي للدولة المجرية على تغيير جذري وسريع. انهارت الإمبراطورية النمساوية المجرية، التي كانت المجر عضوًا قويًا فيها. اتخذت قوى التحالف المنتصرة خطوات لاقتطاع مناطق حدودية مختلطة عرقيًا في المجر ومنحها لمملكة يوغسلافيا وتشيكوسلوفاكيا ورومانيا- وهو ما أسفر عن خسارة المجر لثلثي أراضيها وثلث مواطنيها الناطقين باللغة المجرية. أدت هذه الخسائر، إلى جانب الاضطرابات الاجتماعية والاقتصادية التي حدثت بعد الحرب، إلى نشوء مشاعر عميقة من الإذلال والاستياء بين العديد من المجريين.
في هذا الجو المضطرب، فشلت الجهود الوليدة التي بذلتها الدولة لتشكيل حكومة واحدة مستقرة. في مارس 1919، أسست حكومة شيوعية، خلفت الائتلاف الاشتراكي الديمقراطي الشيوعي، جمهورية المجر السوفيتية. كان للحزب الشيوعي في المجر، بقيادة بيلا كون، أكبر نفوذ في الجمهورية، رغم أن الحكومة كان يقودها ظاهريًا الائتلاف الاشتراكي الديمقراطي الشيوعي. استمرت حكومة كون أقل من أربعة أشهر، وانتهت بالغزو الروماني في نهاية المطاف. خلال هذه الفترة، أدى تصاعد التوتر السياسي والقمع إلى اعتقالات وعمليات إعدام فيما أصبح يعرف باسم الإرهاب الأحمر. أدى ذلك إلى انخفاض الدعم المقدم للحكومة. حاولت المجر الاحتفاظ بسلوفاكيا وترانسيلفانيا، لكن القوات الرومانية غزت المجر ووصلت في النهاية إلى بودابست في أغسطس 1919. بعد الغزو، نُفي أغلب الشيوعيين المجريين، بما في ذلك كون.

## نهاية الإرهاب الأبيض
بحلول سنة 1920، انحسر الإرهاب الأبيض على نحو ملحوظ. في عام 1921، حوكم بال بروناي على جرائم تتعلق بالإرهاب الأبيض. حُلت كتيبة بروناي بعد أن انضم إلى محاولة فاشلة لإعادة ملك هابسبورغ، كارل الأول إمبراطور النمسا، إلى عرش المجر. 
على الرغم من حل كتيبة بروناي، وقعت هجمات متفرقة في السنوات اللاحقة.